# وش تبي بس (مسلسل)
وش تبي بس هو مسلسل تليفزيوني تدور أحداثه حول مجموعة من الأصدقاء ينشئون تطبيقا تقوم فكرته على تقديم أي خدمة يطلبها المستخدمون ويجدون أنفسهم وسط مواقف كوميدية لا تنتهي خلال تعاملهم مع طلب جديد في كل حلقة.

## البطولة
- فيصل العيسى بدور «سلطان»
- ريماس منصور بدور «ام سلطان»
- محمد الشدوخي بدور «بدر»
- آيدا القصي بدور «راوية»
- فهد بن سالم بدور «سعود»
- نجود احمد بدور «أسماء»
- عبد الرحمن النافع بدور «راشد»
- عماد اليوسف بدور «الدكتور زكي»
- عبد العزيز الفريحي بدور «أبو سعيد»
- وليد الغابر بدور «سعيد»
- عبد الرحمن اليحيى بدور <<محمد>>
- سالم الفرج بدور <<حسن>>